# Kadsura oblongifolia
Kadsura oblongifolia är en tvåhjärtbladig växtart som beskrevs av Elmer Drew Merrill. Kadsura oblongifolia ingår i släktet Kadsura och familjen Schisandraceae. Inga underarter finns listade.